# Union Sportive Bitam
L'Union Sportive Bitam és un club de futbol gabonès de la ciutat de Bitam.

## Palmarès
- Lliga gabonesa de futbol: [5]
  - 2003, 2010, 2013
- Copa gabonesa de futbol: [6]
  - 1999, 2003, 2010